# (38172) 1999 JR107
1999 JR107 (asteroide 38172) é um asteroide da cintura principal. Possui uma excentricidade de 0.16769600 e uma inclinação de 3.97265º.
Este asteroide foi descoberto no dia 13 de maio de 1999 por LINEAR em Socorro.